# Lutz R. Ketscher
Lutz Rudolph Ketscher (* 13. Mai 1942 in Gera) ist ein deutscher Künstler des phantastischen Realismus.

## Leben und Werk
Ketscher absolvierte von 1956 bis 1959 eine Lehre als Farb- und Fotolithograf. Von 1960 bis 1965 studierte er an der Hochschule für Grafik und Buchkunst Leipzig bei Gerhard Kurt Müller und Wolfgang Mattheuer. Er erwarb das Diplom als Maler und Grafiker. Ab 1978 arbeitete er freischaffend in Lückenmühle und seit 1989 in Hof bzw. Schwarzenbach. Er war ab 1965 Mitglied des Verbands Bildender Künstler der DDR und hatte schon in der Zeit der DDR eine bedeutende Zahl von Einzelausstellungen und Ausstellungsbeteiligungen, u. a. von 1967 bis 1988 von der VI. Deutschen Kunstausstellungen bis zur X. Kunstausstellung der DDR in Dresden. Der Kunstkritiker Lothar Lang urteilte: „Ketschers Malerei setzt beim thüringischen Verismus an und steht der Leipziger Schule nahe … Wie etwa Volker Stelzmann und Horst Sakulowski verkörpert er „eine eigenständige Form des Realismus“, der als „DDR-Realismus“ internationales Interesse hervorruft.“

## Ehrungen
- 1971: Anerkennung auf der Internationalen Buchkunst-Ausstellung in Leipzig
- 1971: Kunstpreis des Rates des Bezirks Gera
- 1971: Preisträger im Wettbewerb 100 ausgewählte Grafiken
- 1978: Kunstpreis des FDGB

## Museen und öffentliche Sammlungen mit Werken Ketschers (unvollständig)
- Altenburg/Thür.: Lindenau-Museum
- Dresden: Kupferstichkabinett[2]
- Gera: Otto-Dix-Haus
- Jena: Städtische Museen[3]

## Ausstellungen seit der deutschen Wiedervereinigung (unvollständig)
- 1990: München Galerie Rutzmoser „Deutsche Kunst mit doppeltem Boden“[4]
- 2000: Hof Kunstverein Hof e. V. „Retrospektive“
- 2007: Stadtmuseum Gera „Stadtmotive“
- 2012: Frankfurt/Main Galerie Art Virus „Surreal Realism“
- 2013: Kulmbach Plassenburg „Das Schreibwunder Jean Paul“, Sammelausstellung[5]
- 2017: Stadt- und Regionalbibliothek Gera, Ausstellung „Buch und Grafik“[6]
- 2017: Kloster Dalheim „Luther 1917 – bis heute in der Kunst“, Sammelausstellung[7]

## Weitere Werke (Auswahl)
- Pyros, 1997, Acryl auf Leinwand
- Das Grabmal des kleinen Folichon, 2000, Acryl
- Raub der Europa, 2001, Acryl auf Leinwand
- Das pompeianische Rot, 2008, Acryl auf Leinwand
- Mandala, 2008, Acryl auf Leinwand
- Tanz der Avatare, 2010, Acryl, Öl auf Leinwand
- Das falsche Ei, 2010, Acryl auf Leinwand
- Das tellurische Kabinett, 2011, Acryl, Öl auf Pappe
- tutti frutti bubble gum, 2011, Acryl auf Leinwand
- Hedwigs Nerz, 2012, Acryl auf Leinwand
- Seifenblasen I, 2012, Acryl, Öl auf Leinwand
- Seifenblasen II, 2012, Acryl, Öl auf Leinwand
- Seifenblasen III, Feigenblatt, 2012, Acryl, Öl auf Leinwand
- Vogelbeerbaum, 2013, Öl auf Leinwand
- Voliere de Borghese, 2015, Feder, Acryl auf Karton
- Hadrianstor, 2015, Acryl auf Leinwand
- Amphitheater, 2015, Acryl auf Leinwand
- Putty’s Journey, Halloween, 2016, Acryl auf Leinwand
- Putty’s Journey, Jonas und Benny, 2016, Acryl auf Leinwand
- Putty’s Journey, Marsyas und Apollo, 2016, Acryl auf Leinwand

## Illustrationen
- Thomas Mann, Tonio Gröger Verlag der Morgen, Berlin 1978 mit einer Betrachtung von Günter de Bruyne, 11 Illustrationen
- Henrich v. Kleist, Penthesilea 2008, Illustrationen als Comic zum Drama von Kleist (Auflage 100)[8]